# Nữ thợ lặn (phim truyền hình)
Nữ thợ lặn (あまちゃん Amachan) là một bộ phim truyền hình Nhật Bản. Phim được phát sóng từ ngày 1 tháng 4 năm 2013 cho đến ngày 28 tháng 9 năm 2013. Biên kịch phim là Kudo Kankuro với sự tham gia của Nōnen Rena vai Amano Aki, một nữ sinh trung từ Tokyo chuyển đến Sanriku ở  khu vực Tohoku để trở thành một nữ thợ lặn.  Cô ước mơ thành một thần tượng Nhật Bản khi ở Tokyo nhưng cuối cùng cô cũng trở lại Tohoku để giúp khôi phục khu vực này sau Động đất và sóng thần Tōhoku 2011. Đây là Asadora NHK thứ 88. Nữ thợ lặn không chỉ thành công về tỉ lệ rating mà còn cải thiện kinh tế khu vực Tohoku và được xem như một hiện tượng. Phim cũng giải Galaxy Award cho phim truyền hình xuất sắc 2013.